# 阿根廷南方航空
阿根廷南方航空（西班牙語：Austral Líneas Aéreas，一般情况下多简写为Austral）是一家阿根廷的航空公司，主要运营阿根廷国内航线，是阿根廷航空的姐妹公司。阿根廷南方航空是在阿根廷航空之后阿根廷国内第二大的航空公司，作为阿根廷航空的子公司，阿根廷南方航空的办事处即位于阿根廷航空位于布宜諾斯艾利斯乔治·纽伯里机场的总部内。
2020年5月5日，由于冠状病毒引起的经济危机，保罗·切里亚尼宣布将阿根廷南方航空与阿根廷航空公司合并。
与阿根廷航空的合并将体现在：
- 共享过去专属于阿根廷南方航空或阿根廷航空的航线。
- 办公室设立在同一个地方。
- 商业和行政管理都是统一。
- 阿根廷南方航空与阿根廷航空共同使用了乔治·纽伯里机场的一个区域。

2020年11月30日，阿根廷南方航空实行了最后一次商业飞行，并在同年12月1日成为阿根廷航空集团的一部分。

## 外部連結
- 官方網站
- 工會網站
- (online) 50周年紀念網站（西班牙語）
- 2000年的阿根廷航空 （页面存档备份，存于）